# Chrysina zapoteca
Chrysina zapoteca är en skalbaggsart som beskrevs av Moron 1990. Chrysina zapoteca ingår i släktet Chrysina och familjen Rutelidae. Inga underarter finns listade i Catalogue of Life.